# Пайо Переш Корея
Пайо Переш Корея (на португалски: Dom Paio Peres Correia) е португалски рицар и завоевател.
Роден е в семейство на благородници в селцето Монте де Фралаеш (на португалски: Monte de Fralães) през 1205 г.
По времето на превземанията на мавританските територии, той участва в превземането на много градове от днешната провинция Алентежо и на юг, от провинцията Алгарв.
В град Тавира има училище на негово име; из цяла Португалия улици и градове носят части от неговото име (примерно град Самора Корея).